# Adel Fakeih

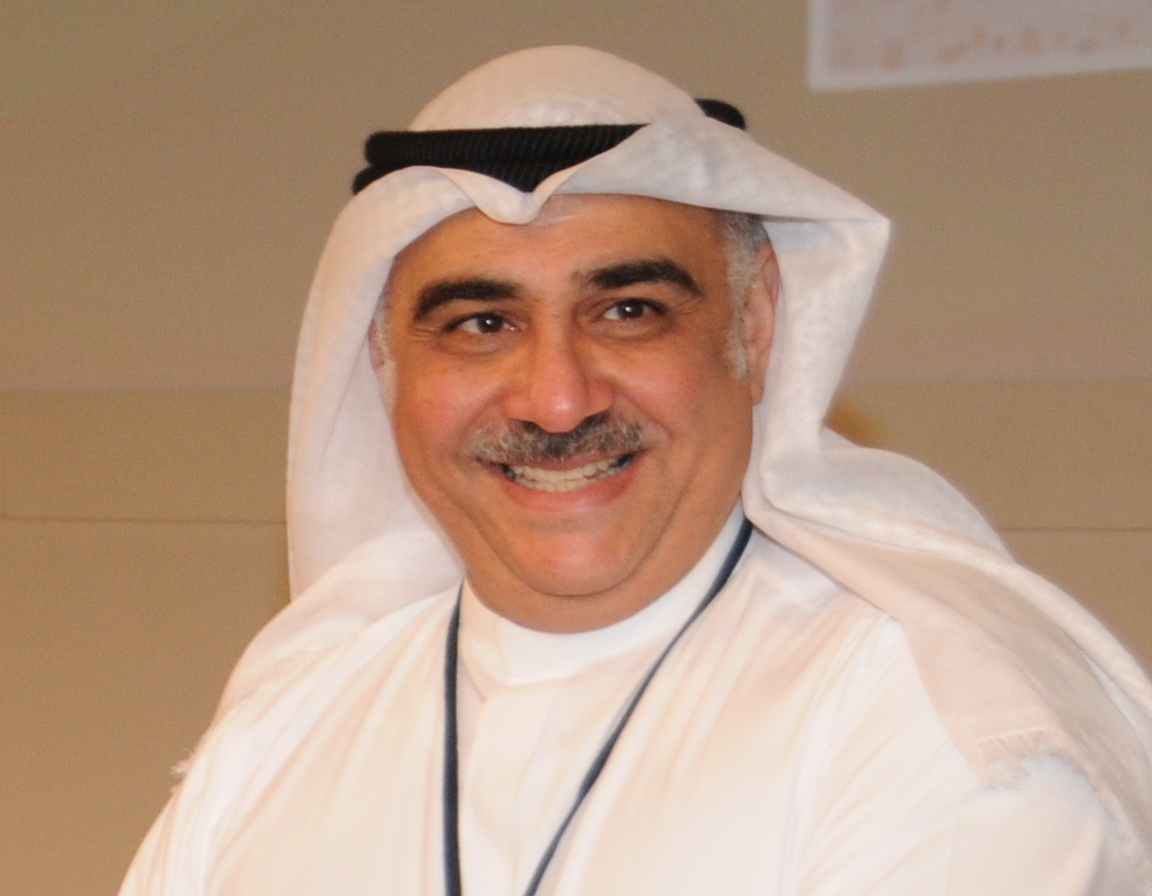
Adel Fakeih

Adel Faqīh (arabisch عادل فقيه‎; * 1959 in Mekka) ist ein saudi-arabischer Politiker.

## Leben
Fakeih studierte an der König-Abdulaziz-Universität. Von März 2005 bis August 2010 war Fakeih Bürgermeister von Dschidda. Ihm folgte als Bürgermeister Hani Abu Ras. Vom 18. August 2010 bis 29. April 2015 war Fakeih als Nachfolger von Ghazi al-Gosaibi Arbeitsminister von Saudi-Arabien. Ihm folgte im Amt als Arbeitsminister Mufrej bin Saad Al Haqbani. Vom 21. April 2014 bis 8. Dezember 2014 war er zudem kurzzeitig als Nachfolger von Abdullah bin Abdulaziz Al Rabeeah Gesundheitsminister von Saudi-Arabien. Fakeih folgte im Amt als Gesundheitsminister Mohammed bin Ali bin Hiazaa Al Hiazaa.
Fakeih war vom 29. April 2015 bis 4. November 2017 als Nachfolger von Muhammed Al-Jasser Wirtschaftsminister von Saudi-Arabien unter König Salman ibn Abd al-Aziz.
Nachdem König Salman eine Anti-Korruptionskommission unter Leitung seines Sohnes, Kronprinz Mohammed bin Salman, gegründet hatte, ließ diese am 4. November 2017 elf Prinzen, vier Minister, viele Ex-Minister und Geschäftsleute verhaften, darunter auch Adel Fakeih, den Milliardär al-Walid ibn Talal und den Minister für die Nationalgarde, Prinz Mutaib bin Abdullah. Fakeih folgte im Amt als Wirtschaftsminister Muhammed Al Tuwaijri. Fakeih ist mit Maha Fitaihi verheiratet und hat mit ihr fünf Kinder.